# Sanç I de Mallorca
Sanç I de Mallorca, dit el Pacífic, i II de Cerdanya (1276 – Formiguera, 1324), fou rei de Mallorca, comte de Rosselló i Cerdanya, vescomte de Carladès, baró d'Omelàs i senyor de Montpeller (1311 – 1324).

## Biografia
Sanç va néixer cap el 1277 en el si de la Casa reial de Mallorca, com a segon fill del rei Jaume II i Esclarmonda de Foix. La seva infància va estar marcada per la tensió entre la Corona de Mallorca i la Corona d'Aragó. Quan tenia uns 8 anys, va ser capturat juntament amb la seva mare i germans per les tropes de Pere el Gran durant l'atac a Perpinyà el 1285. Després d'un temps com a ostatge a Torroella de Montgrí, va ser alliberat, però aquesta experiència va deixar una empremta profunda en la seva visió política.
Un cop alliberat, va ser enviat a la cort de París per completar la seva formació juntament amb el seu germà gran, Jaume. A mesura que creixien, Jaume va desenvolupar un interès pel franciscanisme que el va portar a renunciar a la successió el 1299 i ingressar al convent de Sant Francesc a Perpinyà. Això va situar Sanç com a hereu directe, malgrat la seva salut delicada.
El 1302, Sanç va ser proclamat oficialment hereu de la Corona de Mallorca, i el 1304 es va casar amb Maria de Nàpols, en un matrimoni que pretenia reforçar les aliances dinàstiques entre Aragó, Mallorca i Nàpols. Aquest matrimoni, però, no va produir descendència, cosa que va esdevenir un tema central en els darrers anys del seu regnat.
Diverses fonts assenyalen l'existència d'una possible filla de Sanç que s'hauria casat amb el primogènit de Felip de Tarent. Tanmateix, l'existència d'aquesta filla, que podria haver estat considerada eventual hereva del regne de Mallorca, no s'ha pogut contrastar documentalment. Es considera gairebé segur que, si va existir, hauria mort abans de l'any 1318.
D'altra banda, se li coneixen fins a sis fills il·legítims:
- Amb N. d'Huzon (d'Usson? forma francesa del llinatge dels So, vescomtes d'Èvol):
  - Felip, ingressà a l'ordre dels Frares Menors a Nàpols, vers l'any 1328.
- Amb Blanca de Mont-real:[8]
  - Nicolaua, casada amb el cavaller mallorquí Berenguer Burguet, abans de l'any 1324.
- Amb N. de Puigbadró, filla del cavaller osonenc Guillem de Puigbadró:[8][9]
  - Saura (Saura Sanç), maridada amb Ramon Galceran de Pinós, senyor de Torà.
  - Una filla de nom desconegut, maridada amb Pere de Talarn.
  - Constança, maridada amb Gilabert V de Cruïlles, baró de Peratallada.
- Amb una dama de nom Estorina:[10]
  - Una filla de nom desconegut.

## Matrimonis estratègics i aliances dinàstiques
El matrimoni de Sanç amb Maria de Nàpols va ser promogut per Jaume II d'Aragó amb l'objectiu de consolidar les relacions entre les cases reials d'Aragó, Mallorca, Nàpols i Sicília. Maria de Nàpols era filla de Carles II de Nàpols, mentre que Blanca, la seva germana, estava casada amb Jaume II d'Aragó. Aquestes unions dinàstiques van ser clau per assegurar la pau entre els regnes implicats després de la Pau de Caltabellotta (1302), que posava fi a dues dècades de guerra. El casament de Sanç i Maria va tenir lloc el 1304, poc després del matrimoni de la seva germana Sança amb Robert de Nàpols. Aquest conjunt d'aliances va representar un punt culminant en la col·laboració entre aquestes cases reials.
Tot i les expectatives, el matrimoni de Sanç amb Maria no va produir descendència, cosa que es va convertir en un problema dinàstic important. La manca d'hereus directes va obligar Sanç a buscar alternatives per garantir la continuïtat de la Corona. Va reconèixer descendents de relacions esporàdiques, però aquests no eren legitimats com a hereus. Aquesta situació va desencadenar tensions polítiques durant la segona etapa del seu regnat.

## Política econòmica i administrativa
El regnat de Sanç es divideix en dues etapes. La primera, que abasta des de 1311 fins a 1317, es caracteritza per la continuïtat dels projectes del seu pare, Jaume II, enfocats al desenvolupament econòmic i comercial. En aquest període, Sanç va reorganitzar la flota comercial de Mallorca, substituint els vaixells tradicionals com les coques per galeres més modernes que permetien accedir als mercats atlàntics. Paral·lelament, va crear una flota naval de defensa amb quatre galeres i diverses naus auxiliars, finançada a parts iguals entre la Corona i la Universitat de Mallorca, per protegir l'arxipèlag de les creixents amenaces pirates genoveses i musulmans.
A nivell administratiu, va mantenir una relació complexa amb la Universitat de Mallorca, que representava el municipi de l'illa. Tot i comprometre's a restaurar l'autonomia municipal, Sanç va implementar el Sindicat de Fora, una institució destinada a debilitar el poder de la Universitat i assegurar el control reial. Aquesta estratègia va culminar amb la segmentació administrativa de Mallorca en dues entitats: la Universitat de la ciutat i la Universitat Forana, amb un Consell comú per als assumptes comunitaris.

## Tensions amb Aragó i successió dinàstica
Malgrat que s'emparentà amb la casa d'Anjou pel seu matrimoni i que França cercava enemistar Mallorca i la corona catalanoaragonesa, es feu feudatari del seu cosí Jaume II el Just i l'ajudà en la conquesta de Sardenya, fet que li valgué la dispensa de retre-li vassallatge. La seva política fou conciliadora, més caracteritzada pels pactes que per les guerres, i procurà vetllar pels interessos dels mallorquins i cercar un equilibri en els afers exteriors. En la línia de col·laboració amb la Corona d'Aragó, el 26 d'abril de 1313, d'acord amb el tractat de Poissy, Sanç restitueix la Vall d'Aran a Jaume el Just després de la seva administració fiduciària.
La segona etapa del regnat, entre 1318 i 1324, es va veure marcada per les tensions amb Jaume II d'Aragó respecte a la successió. Sanç va designar el seu nebot Jaume, fill del seu germà Ferran, com a hereu. Aquesta decisió no va ser ben rebuda per Jaume II d'Aragó, que argumentava que, segons el testament de Jaume I, la Corona de Mallorca havia de revertir a Aragó en absència d'hereus directes.
El 1321, Sanç va acceptar retre homenatge a Jaume II d'Aragó per assegurar un compromís temporal que li permetés consolidar la successió del seu nebot. Malgrat això, aquesta solució no va resoldre les tensions. Mentrestant, Sanç també va intentar vendre Montpeller a Felip IV de França. Aquest era un territori aïllat i estratègicament problemàtic pel qual havia de retre vassallatge tant a Aragó com a França, essent un potencial focus de problemes. Les negociacions es van iniciar, però no es van concloure abans de la mort de Sanç el 1324.

## Llegat i testament
Sanç va redactar el seu testament el 1322, designant el seu nebot Jaume com a successor i establint un consell de regència per supervisar el regne fins que el nou rei arribés a la majoria d'edat. En cas que Jaume no sobrevisqués, la corona passaria al germanastre Ferran, fill del seu germà Ferran i Isabel d'Ibelin.
El regnat de Sanç I de Mallorca es considera una època de transició, marcada per tensions dinàstiques, la lluita per mantenir la independència del regne i l'esforç per equilibrar les relacions amb Aragó i França. Malgrat les crítiques que el retraten com a un rei feble, Sanç va demostrar habilitat per gestionar un regne amb limitacions geopolítiques i estructurals, assegurant la continuïtat de la Corona de Mallorca en un context advers.

## Llinatge
|  |                                   |  |  |  |  |  |  |  |  |  |  |  |  |  |  |  |
|  | Alfons II d'Aragó (el Cast)       |  |  |  |  |  |  |  |  |  |  |  |  |  |  |  |
|  |                                   |  |  |  |  |  |  |  |  |  |  |  |  |  |  |  |
|  |                                   |  |  |  |  |  |  |  |  |  |  |  |  |  |  |  |
|  | Pere II d'Aragó (el Catòlic)      |  |  |  |  |  |  |  |  |  |  |  |  |  |  |  |
|  |                                   |  |  |  |  |  |  |  |  |  |  |  |  |  |  |  |
|  |                                   |  |  |  |  |  |  |  |  |  |  |  |  |  |  |  |
|  | Sança de Castella                 |  |  |  |  |  |  |  |  |  |  |  |  |  |  |  |
|  |                                   |  |  |  |  |  |  |  |  |  |  |  |  |  |  |  |
|  |                                   |  |  |  |  |  |  |  |  |  |  |  |  |  |  |  |
|  | Jaume I d'Aragó (el Conqueridor)  |  |  |  |  |  |  |  |  |  |  |  |  |  |  |  |
|  |                                   |  |  |  |  |  |  |  |  |  |  |  |  |  |  |  |
|  |                                   |  |  |  |  |  |  |  |  |  |  |  |  |  |  |  |
|  | Guillem VIII de Montpeller        |  |  |  |  |  |  |  |  |  |  |  |  |  |  |  |
|  |                                   |  |  |  |  |  |  |  |  |  |  |  |  |  |  |  |
|  |                                   |  |  |  |  |  |  |  |  |  |  |  |  |  |  |  |
|  | Maria de Montpeller               |  |  |  |  |  |  |  |  |  |  |  |  |  |  |  |
|  |                                   |  |  |  |  |  |  |  |  |  |  |  |  |  |  |  |
|  |                                   |  |  |  |  |  |  |  |  |  |  |  |  |  |  |  |
|  | Eudòxia Comnena                   |  |  |  |  |  |  |  |  |  |  |  |  |  |  |  |
|  |                                   |  |  |  |  |  |  |  |  |  |  |  |  |  |  |  |
|  |                                   |  |  |  |  |  |  |  |  |  |  |  |  |  |  |  |
|  | Jaume II de Mallorca (el Prudent) |  |  |  |  |  |  |  |  |  |  |  |  |  |  |  |
|  |                                   |  |  |  |  |  |  |  |  |  |  |  |  |  |  |  |
|  |                                   |  |  |  |  |  |  |  |  |  |  |  |  |  |  |  |
|  | Béla III d'Hongria                |  |  |  |  |  |  |  |  |  |  |  |  |  |  |  |
|  |                                   |  |  |  |  |  |  |  |  |  |  |  |  |  |  |  |
|  |                                   |  |  |  |  |  |  |  |  |  |  |  |  |  |  |  |
|  | Andreu II d'Hongria               |  |  |  |  |  |  |  |  |  |  |  |  |  |  |  |
|  |                                   |  |  |  |  |  |  |  |  |  |  |  |  |  |  |  |
|  |                                   |  |  |  |  |  |  |  |  |  |  |  |  |  |  |  |
|  | Agnès d'Antioquia                 |  |  |  |  |  |  |  |  |  |  |  |  |  |  |  |
|  |                                   |  |  |  |  |  |  |  |  |  |  |  |  |  |  |  |
|  |                                   |  |  |  |  |  |  |  |  |  |  |  |  |  |  |  |
|  | Violant d'Hongria                 |  |  |  |  |  |  |  |  |  |  |  |  |  |  |  |
|  |                                   |  |  |  |  |  |  |  |  |  |  |  |  |  |  |  |
|  |                                   |  |  |  |  |  |  |  |  |  |  |  |  |  |  |  |
|  | Pere II de Courtenay              |  |  |  |  |  |  |  |  |  |  |  |  |  |  |  |
|  |                                   |  |  |  |  |  |  |  |  |  |  |  |  |  |  |  |
|  |                                   |  |  |  |  |  |  |  |  |  |  |  |  |  |  |  |
|  | Violant de Courtenay              |  |  |  |  |  |  |  |  |  |  |  |  |  |  |  |
|  |                                   |  |  |  |  |  |  |  |  |  |  |  |  |  |  |  |
|  |                                   |  |  |  |  |  |  |  |  |  |  |  |  |  |  |  |
|  | Violant de Flandes                |  |  |  |  |  |  |  |  |  |  |  |  |  |  |  |
|  |                                   |  |  |  |  |  |  |  |  |  |  |  |  |  |  |  |
|  |                                   |  |  |  |  |  |  |  |  |  |  |  |  |  |  |  |
|  | Sanç I de Mallorca (el Pacífic)   |  |  |  |  |  |  |  |  |  |  |  |  |  |  |  |
|  |                                   |  |  |  |  |  |  |  |  |  |  |  |  |  |  |  |
|  |                                   |  |  |  |  |  |  |  |  |  |  |  |  |  |  |  |
|  | Ramon Roger I de Foix             |  |  |  |  |  |  |  |  |  |  |  |  |  |  |  |
|  |                                   |  |  |  |  |  |  |  |  |  |  |  |  |  |  |  |
|  |                                   |  |  |  |  |  |  |  |  |  |  |  |  |  |  |  |
|  | Roger Bernat II de Foix           |  |  |  |  |  |  |  |  |  |  |  |  |  |  |  |
|  |                                   |  |  |  |  |  |  |  |  |  |  |  |  |  |  |  |
|  |                                   |  |  |  |  |  |  |  |  |  |  |  |  |  |  |  |
|  | 25. Felipa (de Montcada?)         |  |  |  |  |  |  |  |  |  |  |  |  |  |  |  |
|  |                                   |  |  |  |  |  |  |  |  |  |  |  |  |  |  |  |
|  |                                   |  |  |  |  |  |  |  |  |  |  |  |  |  |  |  |
|  | Roger IV de Foix                  |  |  |  |  |  |  |  |  |  |  |  |  |  |  |  |
|  |                                   |  |  |  |  |  |  |  |  |  |  |  |  |  |  |  |
|  |                                   |  |  |  |  |  |  |  |  |  |  |  |  |  |  |  |
|  | Arnau I de Castellbò              |  |  |  |  |  |  |  |  |  |  |  |  |  |  |  |
|  |                                   |  |  |  |  |  |  |  |  |  |  |  |  |  |  |  |
|  |                                   |  |  |  |  |  |  |  |  |  |  |  |  |  |  |  |
|  | Ermessenda de Castellbò           |  |  |  |  |  |  |  |  |  |  |  |  |  |  |  |
|  |                                   |  |  |  |  |  |  |  |  |  |  |  |  |  |  |  |
|  |                                   |  |  |  |  |  |  |  |  |  |  |  |  |  |  |  |
|  | Arnaua de Caboet                  |  |  |  |  |  |  |  |  |  |  |  |  |  |  |  |
|  |                                   |  |  |  |  |  |  |  |  |  |  |  |  |  |  |  |
|  |                                   |  |  |  |  |  |  |  |  |  |  |  |  |  |  |  |
|  | Esclarmonda de Foix               |  |  |  |  |  |  |  |  |  |  |  |  |  |  |  |
|  |                                   |  |  |  |  |  |  |  |  |  |  |  |  |  |  |  |
|  |                                   |  |  |  |  |  |  |  |  |  |  |  |  |  |  |  |
|  | Guillem I de Cardona              |  |  |  |  |  |  |  |  |  |  |  |  |  |  |  |
|  |                                   |  |  |  |  |  |  |  |  |  |  |  |  |  |  |  |
|  |                                   |  |  |  |  |  |  |  |  |  |  |  |  |  |  |  |
|  | Ramon Folc IV de Cardona          |  |  |  |  |  |  |  |  |  |  |  |  |  |  |  |
|  |                                   |  |  |  |  |  |  |  |  |  |  |  |  |  |  |  |
|  |                                   |  |  |  |  |  |  |  |  |  |  |  |  |  |  |  |
|  | Gueraua de Jorba                  |  |  |  |  |  |  |  |  |  |  |  |  |  |  |  |
|  |                                   |  |  |  |  |  |  |  |  |  |  |  |  |  |  |  |
|  |                                   |  |  |  |  |  |  |  |  |  |  |  |  |  |  |  |
|  | Brunisenda de Cardona             |  |  |  |  |  |  |  |  |  |  |  |  |  |  |  |
|  |                                   |  |  |  |  |  |  |  |  |  |  |  |  |  |  |  |
|  |                                   |  |  |  |  |  |  |  |  |  |  |  |  |  |  |  |
|  | Ramon III de Tarroja              |  |  |  |  |  |  |  |  |  |  |  |  |  |  |  |
|  |                                   |  |  |  |  |  |  |  |  |  |  |  |  |  |  |  |
|  |                                   |  |  |  |  |  |  |  |  |  |  |  |  |  |  |  |
|  | Agnès de Tarroja                  |  |  |  |  |  |  |  |  |  |  |  |  |  |  |  |
|  |                                   |  |  |  |  |  |  |  |  |  |  |  |  |  |  |  |
|  |                                   |  |  |  |  |  |  |  |  |  |  |  |  |  |  |  |
|  | Sibil·la de Santafé               |  |  |  |  |  |  |  |  |  |  |  |  |  |  |  |
|  |                                   |  |  |  |  |  |  |  |  |  |  |  |  |  |  |  |
|  |                                   |  |  |  |  |  |  |  |  |  |  |  |  |  |  |  |

## Títols i successors
- A 25 de març del 1318: Sancius, Dei gratia rex Maioricarum, comes Rossilionis et Ceritanie, et dominus Montispesullani.[15]

| Sanç I de Mallorca Casa de Mallorca(Branca menor de: Casa d'Aragó del Llinatge del Casal de Barcelona)Naixement: 1276 Mort: Formiguera 1324 | |                                                          |
| Títols | |                                                          |
| Precedit per: Jaume II de Mallorca "el Prudent" (pare)                                                                                      | Rei de Mallorca (llista de reis de Mallorca) (1311–1324)                                                                                     | Succeït per: Jaume III de Mallorca "el Temerari" (nebot) |
| Precedit per: Jaume II de Mallorca "el Prudent" (pare)                                                                                      | Comte de Rosselló i Cerdanya (llista de comtes de Rosselló) Comtat de Rosselló, Vallespir Comtat de Cerdanya, Comtat de Conflent (1311–1324) | Succeït per: Jaume III de Mallorca "el Temerari" (nebot) |
| Precedit per: Jaume II de Mallorca "el Prudent" (pare)                                                                                      | Senyor de Montpeller i Omeladès (llista de senyors de Montpeller) (1311–1324)                                                                | Succeït per: Jaume III de Mallorca "el Temerari" (nebot) |